# Holmiodiscus filipendulae
Holmiodiscus filipendulae är en svampart som beskrevs av Svrcek 1992. Holmiodiscus filipendulae ingår i släktet Holmiodiscus och familjen Helotiaceae.   Inga underarter finns listade i Catalogue of Life.

I den svenska databasen Dyntaxa används istället namnet Pyrenopeziza nigrella för samma taxon.  Arten är reproducerande i Sverige.